# ローデンベルク
ローデンベルク (ドイツ語: Rodenberg) は、ドイツ連邦共和国ニーダーザクセン州シャウムブルク郡東部の市である。ザムトゲマインデ・ローデンベルクに属し、その本部所在地である。

## 地理

### 位置
この都市は、ダイスター山、ジュンテル山、ビュッケベルクの間のダイスター＝ジュンテル峡谷北部に位置する。連邦道B442が東の、B65号線が北の市境をなしている。ローデンベルガー・アウエ川とシュタインアウエ川が市域を流れている。市域の西には「アルテ・ローデンベルク」と呼ばれる丘陵がある。

### 市の構成
1974年までは独立した町村であったアルゲスドルフがローデンベルクに属している。隣接する教会の集落グローヴェは1834年にはすでにローデンベルクに編入されていた。

## 歴史
ローデンベルク周辺地域は、前史時代からすでにケルト人やザクセン人により入植がなされていた。このため、周辺には丘陵墓もいくつか遺されている。ローデンベルクは市西部の丘陵の名前であるが、この名前は「Rodung」（開墾する）を示すものではなく、山の色を示しており、「roter Berg」（赤い山）を意味している。
現在の表記である「Rodenberg」は1632年に初めて現れる。それまで、集落名の表記は以下のように変遷した。
- 1317年 "in castro Rodenberghe" (WUB IX, 1643, vgl. 1644)
- 1320年 "in Rodenberghe" (UB KLoster Rinteln, 91)
- 1376年 - 1379年 "to dem Redenberghen" (Wippermann, 403)
- 1441年 "nostri castri Rodenberge" (Wippermann, 432)
- 1471年 "dat Slot Rodenbergh" (Wippermann, 452c)
- 1518年 "Rotenberg" (Wippermann, 488)
- 1561年 "dath fleck Rodenberghe" (StABü L 1 Nr. 9717)
- 1586年 "Rodenbergk" (UB Obernkirchen, 563)

文献上の最初の記録は930年（Castrum Rodenbergumと記載されている）である。この年に、シャウムブルク伯の前任者が城砦または防衛塔を建設した。ただし詳しいことは解っていない。
930年に建造された「先代の城」は名目上、集落の西の、いわゆる「アルテ・ローデンベルク」に建っていた。ローデンベルクはダイスター山中に10/11世紀に建設されたハイスターブルクに帰属した。水城はシャウムブルク伯アドルフ4世によって1228年から1240年の間に建設された。
1250年にローデンベルクは「Freien Wickbold」（防衛施設と一部の自治特権を有する集落）に昇格した。1615年にはホルシュタイン伯エルンストによって都市権を授けられた。1640年にオットー5世の死によってシャウムブルク伯家一門が断絶した後、ローデンベルクはヘッセン＝カッセル方伯領となった。これは1648年のヴェストファーレン条約に明示され、確定された。
1718年に発見された鉱泉は広く知られるようになった。1787年にヘッセン＝カッセル方伯ヴィルヘルム9世がネンドルフに硫黄泉の温泉を開くまで、ローテンベルクの製塩と湯治は大いに奨励されていた。1834年に北に隣接するグローヴェ集落が合併した。

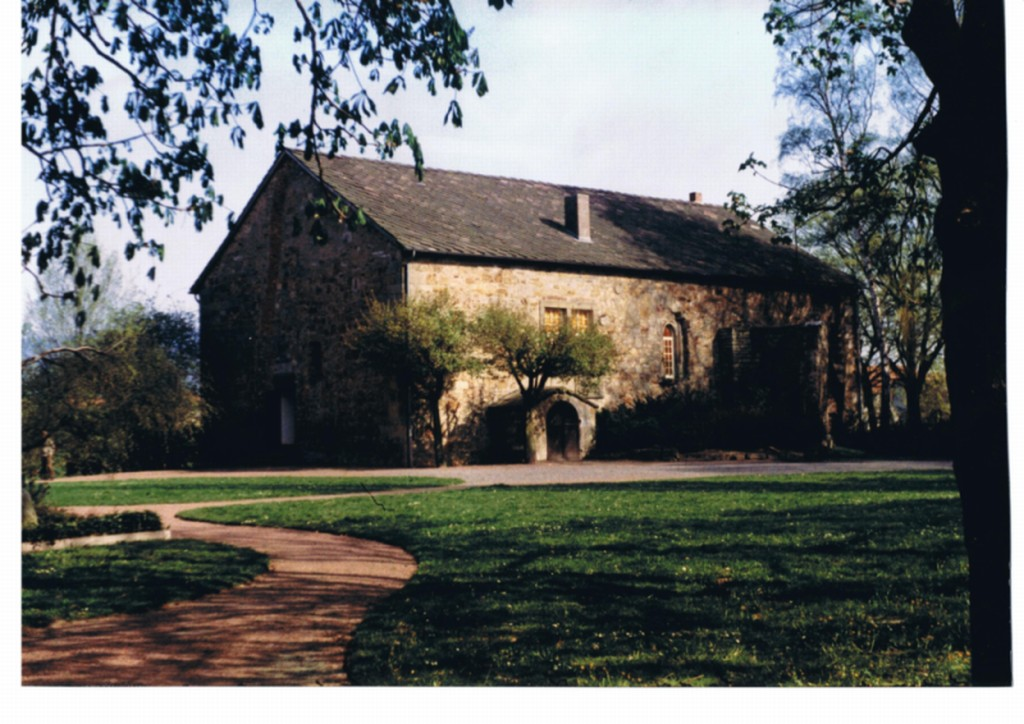
ローデンベルク城の議会場（現在は郷土博物館）

1859年11月5日の夕方、ローデンベルクの大ブルワリーで火災が起き、瞬く間に燃え広がった。夜には市庁舎や刑務所、20軒の民家を含む広い部分を焼き尽くした。城の一部は燃え残った。しかしその後、燃え残った城の壁は、ラーツケラー（市参事宴会場）、区裁判所、御料地の移転、製塩所、バート・ネンドルフの建設のための石切場と化した。石材の持ち出しが終わった時点で遺ったのは議会場だけであった。
ヘッセンのプロイセンへの併合により1866年にリンテルン郡もプロイセン領となった。この郡はヘッセン＝ナッサウ州の下位に属し、1932年の行政改革でハノーファー州に移された。教会組織上は、ローデンベルクを含むシャウムブルク地方はプロテスタント＝ルター派のハノーファー地方教会に属した。
1927年から1928年に城で、都市権取得300年を祝う郷土祭が開催された。
ローデンベルクは、2004年12月31日まではハノーファー行政管区に属していたが、ニーダーザクセン州の行政管区はこの時にすべて廃止された。

## 行政

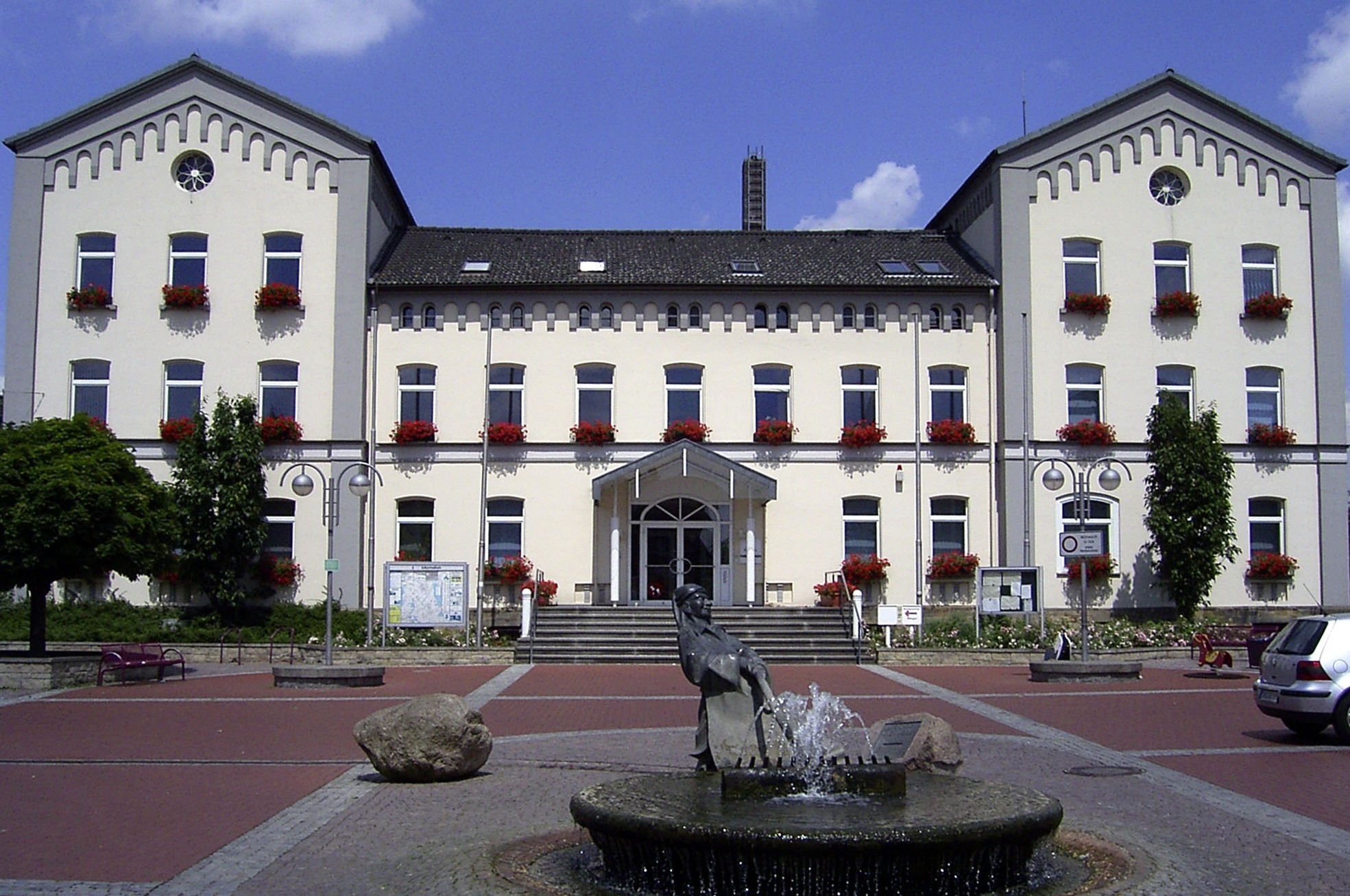
ローデンベルク市庁舎

### 議会
ローデンベルクの市議会は19議席からなる。

## 文化と見所

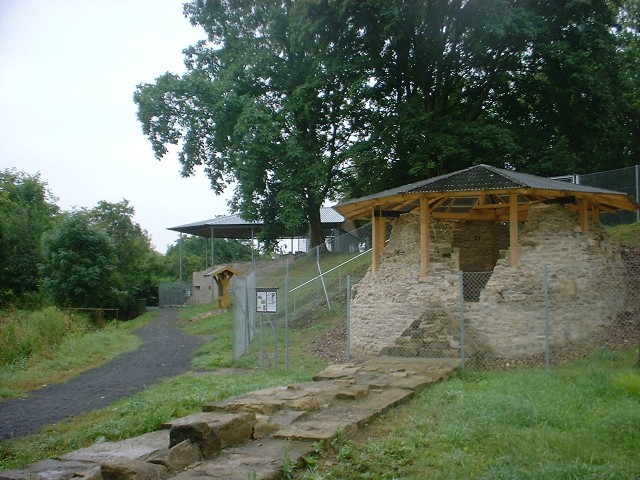
円塔と稜堡

### 博物館
- 屋外博物館（ローデンベルク城の遺構）
- 郷土博物館

### 建築

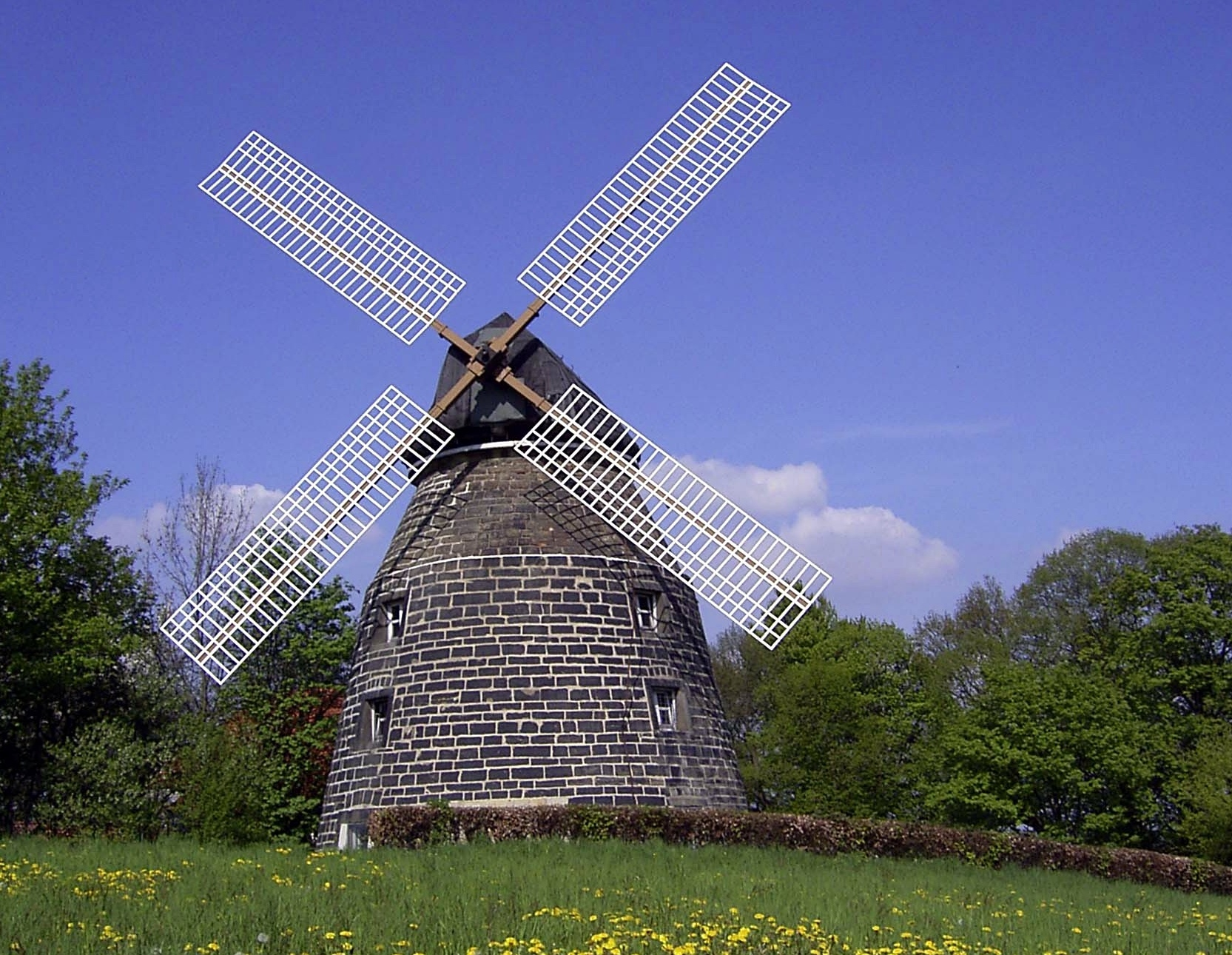
アルテ・ローデンベルクの風車

- ローデンベルク城趾: 議会場、土塁と堀、稜堡、円塔、再建された防塁がある。城趾内には郷土博物館や修復された城の遺構を含む野外博物館がある。
- アルテ・ローデンベルクの風車: 1861年に建設され、現在ではこの町の象徴的建造物となっている。この風車は2005年4月28日に火災で大きく損傷したが、修復されている。
- ダイスター山中ハイスターブルクのトイフェル橋
- ホテル・ストックホルム: 負傷したスウェーデンの夜警隊長オラフ・ヤンセンによって1644年に建設された。
- ラーツケラー: 1863年に建設された。かつてこの場所には1800年に建造された市庁舎が建っていたが、1859年の火事の犠牲となった。
- 聖ヤコービ教会: 12世紀建造。

### 公園
- アルテ・ローデンベルクの市民公園
- 野外博物館内および裏手の城館公園

### 年中行事
- 市民射撃祭
- マルティーニ・マーケット
- キンケルダイ・フェスト

## 経済と社会資本

### 交通
アウトバーンA2号線のラウエナウ・インターチェンジおよびバート・ネンドルフ・インターチェンジは、車ならば数分の距離にある。連邦道B65号線とB442号線により、あらゆる方向への交通の便がよい（たとえば、ハノーファーへは30分である）。最寄りの駅は隣町のバート・ネンドルフにある。
車で25分の距離にハノーファー＝ランゲンハーゲン空港がある。

### 公共施設
- 屋外プール
- スポーツ施設

### 教育
- ユリウス・ローデンベルク・シューレ（基礎課程学校）
- ローデンベルク市立学校

## 引用
1. ↑  Landesamt für Statistik Niedersachsen, LSN-Online Regionaldatenbank, Tabelle A100001G: Fortschreibung des Bevölkerungsstandes, Stand 31. Dezember 2023
2. ↑  Vgl. Höing, Hubert, Übersicht über die Bestände des Niedersächsischen Staatsarchivs in Bückeburg, Bückeburg 2004, p. 206.
3. ↑  Höing legt sich a. a. O., S. 206, zeitlich nicht so genau fest: "Vor 1315 wurde von Graf Adolf V. zu Holstein-Schaumburg in der Niederung eine Wasserburg gegründet, die 1859 abgebrannt ist; in der Vorburg war der Sitz des Amtes Rodenberg untergebracht."
4. ↑  Ausführlich über den Brand: Blazek, 100 Jahre Ortsfeuerwehr Rodenberg, 2004, S. 18 f.
5. ↑  Ausführlich: Blazek, Matthias, Von der Landdrostey zur Bezirksregierung – Die Geschichte der Bezirksregierung Hannover im Spiegel der Verwaltungsreformen, Stuttgart 2004.